# 泉の聖母
『泉の聖母』（いずみのせいぼ（蘭: Madonna bij de fontein）は、初期フランドル派の画家ヤン・ファン・エイクが1439年に描いた絵画。ファン・エイク晩年の作品で、木板に油彩で描かれた板絵である。この作品に実際に描かれているのは泉ではなく噴水であるために『噴水の（傍らの）聖母』と呼ばれることもあるが、聖母マリアと共に絵画作品に描かれる噴水は泉の象徴、暗喩であることから『泉の聖母』と呼ばれることが多い。額装は制作当時のオリジナルのままで、「ALS IXH CAN, JOHES DE EYCK ME FECIT + [COM]PLEVIT ANNO 1439 （我に能う限り、ヤン・ファン・エイクたる我がこの作品を1439年に完成させし）」という銘が残っており、ファン・エイクの署名と制作年度が記されている最後の作品となっている。
『泉の聖母』は19 cm x 12 cm という葉書よりも少し大きいサイズの小作品である。「閉ざされた庭園 (en:hortus conclusus)」と呼ばれる構成で描かれており、泉（噴水）は「いのちの泉 (en:fountain of life)」の象徴となっている。マリアは青のドレスを身にまとい、二人の天使が支える豪華な刺繍入りの金襴がマリアの背後を四角く囲んでいる。幼児キリストは左手に祈祷用のビーズを持ち、背景のバラ（ローズ）の茂みがロザリオの象徴であることを暗示している。15世紀半ばから後半にかけて、ロザリオは北方ヨーロッパでもよく用いられるようになっていた。
ファン・エイクが聖母マリアを描いた『ドレスデンの祭壇画』、『ルッカの聖母』、『宰相ロランの聖母』といった作品ではマリアは赤のドレスを着用しており、この『泉の聖母』のように青のドレスで描かれたマリアは少ない。15世紀のフランドル絵画作品では聖人の衣服が赤の顔料で彩色されることが通例だった。これは当時の染料でコチニールを原料とした染料がもっとも高価だったことにも一因がある。これとは対照的に、初期フランドル派とほぼ同時期に勃興したルネサンス期のイタリア人画家たちは、マリアの衣服の色使いに非常に高価な青系顔料であるウルトラマリンを使用していた。ヤン・ファン・エイクがその後期作品で青の顔料を使用したことは、イタリア絵画からの影響があったためだと考えられている。

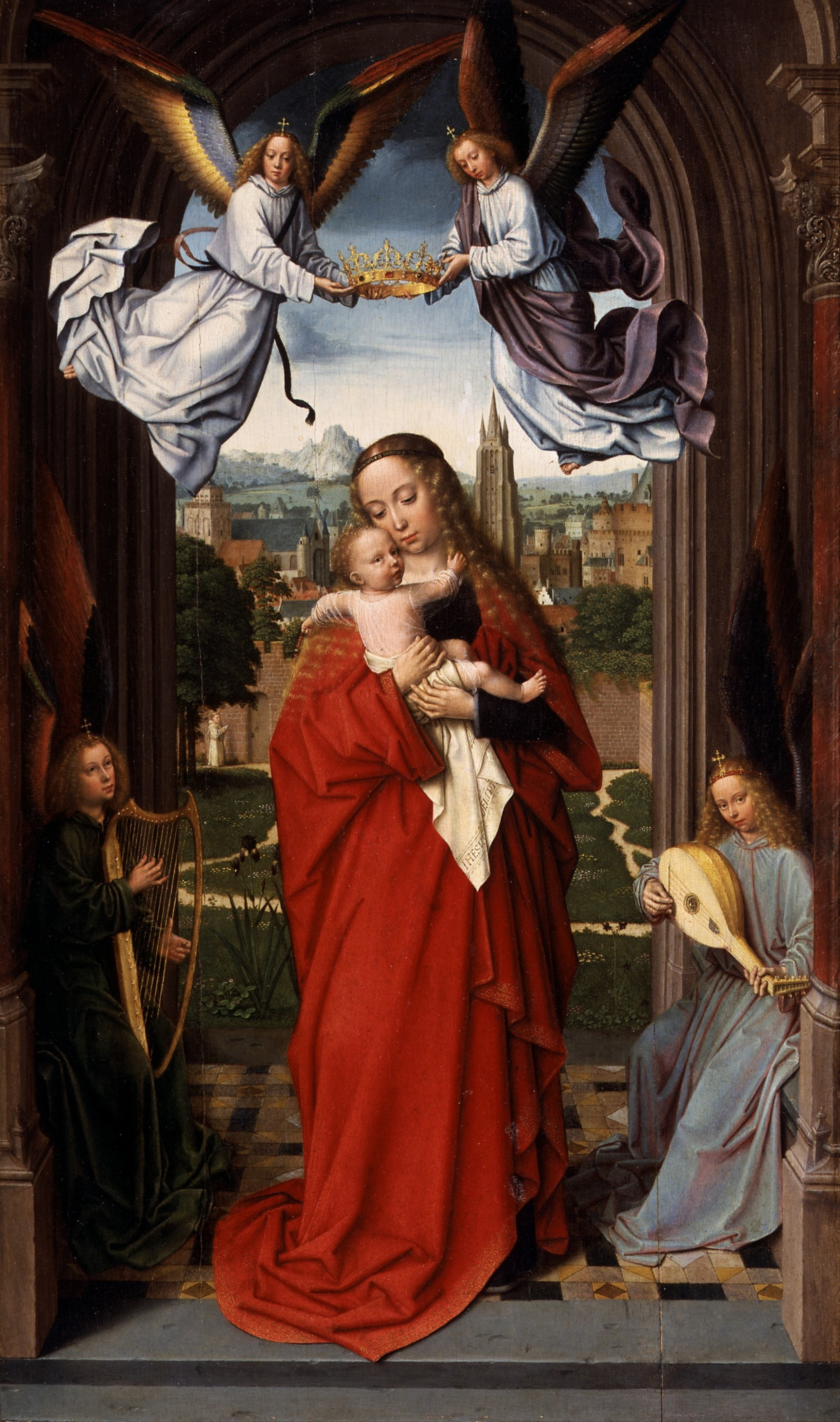
ヘラルト・ダヴィトが1510年から1515年ごろに描いた『聖母子と四人の天使』。メトロポリタン美術館所蔵。

ベルリンの絵画館が所蔵する『教会の聖母子』とこの『泉の聖母』は、1441年に死去するファン・エイクが最晩年に描いた二点の聖母子像だとされている。ファン・エイクのキャリア初期の作品や、そのほか多くの作品でマリアが座して描かれているのとは対照的に、『教会の聖母子』と『泉の聖母』のマリアは立ち姿で描かれている。立ち姿のマリアはビザンチン美術のイコンでよく見られる構図で、ファン・エイクの両作品はビザンチン美術のエレウサのイコンとよばれる作品群の影響を受けている。エウレサのイコンは英語で「慈愛の聖母」ともいわれ、マリアと幼児キリストが頬を寄せ、キリストがマリアの顔に触れているという構図の作品となっている。『教会の聖母子』のマリアは赤いドレスの上に『泉の聖母』と同じ青色のマントを羽織って描かれている。
14世紀から15世紀にかけてこのようなビザンチン絵画作品が大量にアルプス以北の北ヨーロッパに持ち込まれ、初期フランドル派の最初期の画家たちによって盛んに模写された。作者未詳の『カンブレーの聖母』に代表されるような後期ビザンチン絵画と、こうしたビザンチン美術の影響を強く受けていたジョットのような画家たちの作品では、マリアが非常に大きな身体の女性として描かれることが多かった。ヤン・ファン・エイクも間違いなくこの作風を取り入れているが、具体的にいつごろ描かれたどの作品から影響を受けたのかということについては議論となっている。ただし、ヤン・ファン・エイクがこの作風の絵画作品を直接目にしたのは、1426年か1428年のイタリア訪問時だと考えられている。これは『カンブレーの聖母』が北ヨーロッパに持ち込まれる前のことだった。『教会の聖母子』と『泉の聖母』は幾度も模写され、15世紀を通じてさまざまな工房が製作した複製画が市場に流通していた。
ビザンチンで巨大なマリア像が好んで描かれたのは、ギリシャ正教会との不和に終止符を打とうとする、当時の世論や和解交渉と関係があるといわれている。ヤン・ファン・エイクのパトロンで、宮廷画家として寓したブルゴーニュ公フィリップ3世も、このような動向に強い関心を示していた。ヤン・ファン・エイクが1431年ごろに描いた肖像画『枢機卿ニッコロ・アルベルガティ』に描かれているニッコロ・アルベルガティは、ビザンチンとギリシャ正教会の関係修復に尽力したローマ教皇庁の外交官の一人だった。

## 複製画
『泉の聖母』は完成直後からファン・エイクの工房で高品質な複製画が多量に制作された。ファン・エイクの弟子でその工房に所属していたヘラルト・ダヴィトが聖母子を描いた、1500年から1510年ごろのドローイングがベルリン国立版画素描館 (en:Kupferstichkabinett Berlin) に所蔵されている。このドローイングはダヴィトの『聖母子と天使』(en:Virgin and Child with Four Angels (David)) の下絵、習作とみられている。現在ニューヨークのメトロポリタン美術館が所蔵する『聖母子と天使』には、風景画を背景にして四人の天使にかこまれた聖母子が描かれており、中央の聖母子以外は『泉の聖母』との共通点がほとんど存在していない。しかしながら、現在の詳細な解析による下絵の調査によって、当初の『聖母子と天使』は『泉の聖母』の精密な複製画として描き始められたものが、その制作途中でさまざまなモチーフが新たに描き加えられていったことが判明している。